# Arsoli
Arsoli é uma comuna italiana da região do Lácio, província de Roma, com cerca de 1.537 habitantes. Estende-se por uma área de 12 km², tendo uma densidade populacional de 128 hab/km². Faz fronteira com Cervara di Roma, Marano Equo, Oricola (AQ), Riofreddo, Rocca di Botte (AQ), Roviano.

## Demografia
| Variação demográfica do município entre 1861 e 2011                               |
|                                                                                   |
| Fonte: Istituto Nazionale di Statistica (ISTAT) - Elaboração gráfica da Wikipedia |